# Sergei Nikolajewitsch Nikitin

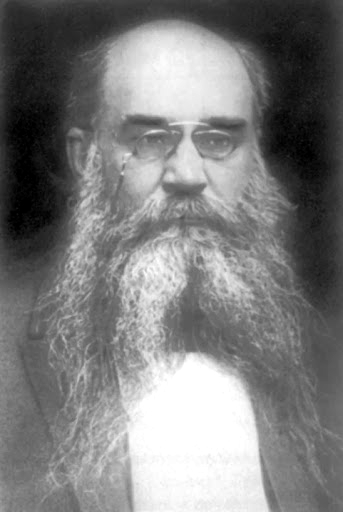
Sergei Nikitin

Sergei Nikolajewitsch Nikitin, russisch Сергей Николаевич Никитин (* 23. Januar 1851 in Moskau; † 5. November 1909) war ein russischer Geologe und Paläontologe. Er ist bekannt für Arbeiten zur Paläontologie (Ammoniten) und Stratigraphie des russischen Mesozoikums (Jura, Kreide) und Hydrogeologie. Auf Nikitin gehen unter anderem die chronostratigraphischen Bezeichnungen Gzhelium, Moskovium und Serpukhovium zurück.

## Leben
Nikitin studierte Botanik an der Kaiserlichen Universität Moskau, wo einer seiner Lehrer Grigori Schtschurowski war, und war dann Lehrer an einer Mittelschule, bevor er Geologie und Mineralogie an der Frauenhochschule in Moskau lehrte. Dort wandte er sich ganz der Geologie zu. 1882 wurde er Geologe im damals gegründeten Geologischen Komitee und wirkte an der geologischen Kartierung Russlands mit.
Seine Magister-Dissertation von 1878 war über die Ammoniten Amaltheus funiferus und Ammoniten des Jura in Mittel-Russland und ihre Beziehung zu Formen in Westeuropa wurden eines seiner Hauptforschungsgebiete. Als Paläontologe befasste er sich auch allgemein mit dem Artbegriff. Er führte als Erster in der Stratigraphie von Jura und Kreide in Russland die biostratigraphischen Methoden von Albert Oppel ein. Insbesondere untersuchte er die von ihm Wolga-Schichten genannten Formationen der Oberjura. Er lieferte sich mit Melchior Neumayr eine Auseinandersetzung über die Paläoklimatologie und Paläogeographie des Jura, wobei Nikitin dafür eintrat nur eine europäische Provinz (mit Russland) und eine mediterrane zu unterscheiden. Nikitin behandelte auch die Stratigraphie der Kreide in Mittel-Russland (1888) und befasste sich mit dem Karbon in der Gegend von Moskau und dem russischen Quartär, unter anderem zur Eisrandlage in Russland und den Formen der russischen Flusstäler. Er behandelte die regionale Geologie des Ural, des Ust-Urt-Plateau und des Mugodshar-Gebirges. Zuletzt befasste er sich mit Hydrogeologie und wurde erster Vorsitzender des russischen hydrologischen Komitees. Er galt als einer der besten Kenner der Hydrogeologie des europäischen Teils von Russland und schrieb 1890 über die artesischen Quellen in Moskau.
Mit Alexander Petrowitsch Karpinski und Feodossi Nikolajewitsch Tschernyschow erstellte er 1893 eine geologische Übersichtskarte des europäischen Teils Russlands in sechs Blättern 1: 1: 252.000.
Er war korrespondierendes Mitglied der Russischen Akademie der Wissenschaften.